# Delphine LaLaurie
Marie Delphine LaLaurie (rođena Macarty ili Maccarthy; oko 1787. – oko 1849.), poznatija kao Madame LaLaurie, bila je članica visokog društva u Louisiani te serijski ubojica poznata po mučenjima i ubijanjima crnih robova.
Rođena je u New Orleansu, kroz život se udavala tri puta. Bila je istaknuta žena u društvenim krugovima New Orleansa do 10. travnja 1834., kad su ostaci njezine spaljene vile u Royal Streetu otkrili robove vezane lancima te dokaze o dugogodišnjem periodu mučenja crnaca. LaLaurieina vila kasnije je zapečaćena od strane građana New Orleansa, govori se da je LaLaurie pobjegla u Pariz, gdje se vjeruje da je i umrla. Tijelo Madame LaLaurie nikada nije pronađeno.
Vila u Royal Streetu gdje je LaLaurie živjela i dalje postoji kao jedna od znamenitosti New Orleansa.